# Tarcisio Longoni
Tarcisio Longoni (Brugherio, 28 febbraio 1913 – 14 maggio 1990) è stato un politico italiano.
Membro della Camera dei deputati per cinque legislature, è stato sottosegretario di stato nel governo Fanfani III.

## Biografia
Tarcisio Longoni nacque a Brugherio il 28 febbraio 1913. Si avvicinò fin da giovane alla Democrazia Cristiana, militando nel partito fin dalla sua fondazione e partecipando attivamente alla vita pubblica della Brianza nel secondo dopoguerra.
Nel 1948 fu eletto per la prima volta alla Camera nella I legislatura, e fu poi riconfermato ininterrottamente fino alla V (1968), rappresentando il collegio di Milano–Monza e dedicandosi in particolare ai temi del commercio estero e dello sviluppo industriale del Nord Italia.
Nel 1960, durante il Governo Fanfani III, fu nominato Sottosegretario di Stato al Commercio con l'estero, incarico che mantenne fino al 1962, promuovendo iniziative per l’internazionalizzazione delle imprese italiane.
Parallelamente all'attività parlamentare, Longoni collaborò con Il Cittadino di Monza, contribuendo al consolidamento del ruolo del giornale come voce dell'informazione locale nel territorio brianzolo.
Ritiratosi dalla vita politica alla metà degli anni Settanta, mantenne un costante impegno civile e culturale nella comunità monzese. Nel 1986 gli fu conferito dal comune di Monza il premio civico del Giovannino d'oro per il suo contributo alla crescita sociale e istituzionale della città.
Morì il 14 maggio 1990, all'età di 77 anni.

## Uffici di governo
- Governo Fanfani III: Sottosegretario al Commercio con l'estero dal 28 luglio 1960 al 21 febbraio 1962

## Premi e riconoscimenti
Nel 1986 ricevette dalla città di Monza il Giovannino d'oro.